# Brejo Grande do Araguaia
Pour les articles homonymes, voir Brejo et Brejo Grande (homonymie).
Brejo Grande do Araguaia est une municipalité brésilienne située dans l'État du Pará.